# Takaši Hara
Takaši Hara (japonsky: 原 敬; 15. března 1856 Morioka – 4. listopadu 1921 Tokio) byl japonský politik. Byl premiérem Japonska v letech 1918 až 1921. Byl zavražděn ve funkci, a to krajně pravicovým atentátníkem. Byl prvním nešlechticem na postu japonského předsedy vlády (pocházel ze samurajské rodiny, ale titulu se zřekl a do konce života odmítal jakékoli povýšení do šlechtického stavu). Byl proto také zván "prostý premiér" (平民宰相, heimin saišó). Byl rovněž ve své funkci prvním křesťanem. V letech 1906–1908, 1911–12 a 1913–14 působil jako ministr vnitra. V letech 1914–1921 byl předsedou politické strany Rikken Seijúkai. Byl jmenován premiérem po rýžových nepokojích v roce 1918 s úkolem uklidnit situaci v zemi, což se mu díky umírněné středové politice poměrně dařilo. Zúčastnil se Pařížské mírové konference a spoluzakládal Společnost národů. Uvolnil represivní politiku v Koreji (civilní místo vojenské správy, vyučování v korejštině apod.), nicméně nakonec byl nucen násilně zde zasáhnout proti hnutí 1. března. Rozhodl také o japonském zapojení do sibiřské intervence proti ruským bolševikům. Svou kariéru zasvětil oslabování moci nevolených byrokratů v japonském mocenském systému. Snažil se vytvořit politický systém, v jehož jádru jsou politické strany. Neodhodlal se nicméně k zavedení všeobecného volebního práva, což vedlo ke kritice ze strany levice. Byl ovšem také krajně neoblíbený u konzervativců a nacionalistů, neboť byl obviňován, že omezuje vliv armády - to ho také nakonec stálo život. Jeho deník, který směl být zveřejněn až dlouho po smrti, se stal cenným zdrojem pro historiky.